# Gójar
Gójar er en by og kommune i det sydøstlige Spanien i provinsen Granada. Den har et indbyggertal på 6.340 (2024) indbyggere.